# Kokoszno
Kokoszno – niewielkie jezioro na Pojezierzu Łagowskim, w powiecie słubickim, w gminie Rzepin.

## Położenie i opis
Jezioro położone jest w północno-wschodniej części powiatu słubickiego, na Pojezierzu Łagowskim. Nieco na północ znajduje się znacznie większe jezioro Czyste Wielkie. Otoczenie akwenu stanowią lasy należące do nadleśnictwa Ośno Lubuskie.
Jezioro nie jest objęte żadną formą ochrony przyrody.

## Hydronimia
Jezioro pojawia się w źródłach w 1937 jako Kl. See, a następnie Kokoszno Kleiner See (1983). Państwowy rejestr nazw geograficznych jako nazwę urzędową akwenu podaje Kokoszno, nie wymieniając nazw obocznych.

## Morfometria
A. Choiński, poprzez planimetrowanie na mapach 1:50 000, określił wielkość jeziora na 2,7 ha. Lustro wody znajduje się na wysokości 53,3 m n.p.m.
Według Mapy Podziału Hydrograficznego Polski leży na terenie zlewni siódmego poziomu Dopływ z jez. Grzybno. Identyfikator MPHP to 1896624.